# Kočenëvskij rajon
Il Kočenëvskij rajon è un rajon (distretto) dell'oblast' di Novosibirsk, nella Russia siberiana sudoccidentale. Il capoluogo è la cittadina di Kočenëvo; un altro centro di rilievo è Čik.